# Siska József
Siska József (Hédervár, 1920. augusztus 17. – Budapest, 1983. szeptember 6.) konyhafőnök, mesterszakács. Pályáját Gundel Károly Gellért szállóbeli éttermében kezdte. Az 1950-es években Rehberger Elek helyettese volt a Gundel étteremben, majd annak nyugdíjba vonulása után rövid időre át is vette tőle az étterem konyhájának vezetését 1957-ben.

## Életpályája
1935-ben szegődött el szakácsinasnak Gundel Károly Gellért szállóbeli éttermébe és 1945-ig ott is maradt szakácsnak. 1945–53-ig a Mezőkémiánál, illetve a Sörszanatóriumban dolgozott, majd 1954-ben a Gundel Étteremben Rehberger Elek helyettese lett. 1955-ben megbízták a Royal Szálló konyhájának vezetésével, de 1957-ben, Rehberger nyugdíjba vonulásakor visszatért a Gundelbe, hogy átvegye a megüresedett posztot. 1958-ban dolgozott a brüsszeli világkiállításon is. 1959-ben a Palace Szálló (ma Novotel Budapest Centrum) konyhafőnöke lett, de egy év múlva már a Nemzeti Szálló konyhájának élén találjuk. 1963-tól 12 évig a VII. kerületi Vendéglátóipari Vállalat hidegkonyháját vezette, majd egészségügyi okokból nyugdíjazták.

## Díjai
Számos nemzetközi szakácsversenyen vett részt. Frankfurtban 1960-ban, az angliai Torgclay-ban 1967-ben, Bécsben 1974-ben aranyérmet nyert. Az Országos Szakácsművészeti Kiállításon 1960-ban 2., 1970-ben 1. helyezést ért el. 1974-ben Bécsben a különdíjas csapat tagja.